# Morena wewnętrzna
Morena wewnętrzna – określenie całości materiału skalnego niesionego wewnątrz lodu lodowcowego. Stanowi go głównie zwietrzelina skalna z otaczających lodowiec zboczy, która dostaje się tam w obrębie pola firnowego lub wprost na trasie ruchu z jego powierzchni. Penetruje ona w głąb lodowca poprzez szczeliny i wtapianie. Materiał może pochodzić również z podłoża, po którym porusza się lodowiec, do jego wnętrza dostaje się wzdłuż powierzchni ślizgowych w lodowcu. W wyniku wytapiania moreny wewnętrznej może tworzyć się morena ablacyjna.